# Discografia de Trey Songz
Esta é a discografia cantor de R&B Trey Songz. Seus quatro álbuns de estúdio se combinaram para vender mais de 2 milhões de unidades nos Estados Unidos.[carece de fontes?]

## Álbuns
| Ano                             | Título                   | Melhor Posição | Melhor Posição | Melhor Posição | Melhor Posição | Vendas      |
| Ano                             | Título                   | US             | US R&B         | FRA            | UK             | Vendas      |
| ------------------------------- | ------------------------ | -------------- | -------------- | -------------- | -------------- | ----------- |
| 2005                            | I Gotta Make It          | 20             | 6              | —              | —              | - : 500,000 |
| 2007                            | Trey Day                 | 11             | 2              | —              | —              | - : 500,000 |
| 2009                            | Ready                    | 3              | 2              | —              | —              | - : 807,000 |
| 2010                            | Passion, Pain & Pleasure | 2              | 1              | 138            | 167            | - : 823,000 |
| 2012                            | Chapter V                | 1              | 1              | 64             | 10             | - : 500,000 |
| 2014                            | Trigga                   | 1              | 1              |                | 17             |             |
| 2017                            | Tremaine                 | 3              | 2              |                | 40             |             |
| "—" Não entrou No chart do país |                          |                |                |                |                |             |

## Singles
| 2005                                                              | "Gotta Make It" (featuring Twista)                    | 87 | 21 | —  | —  | —   |             | I Gotta Make It          |
| 2005                                                              | "Gotta Go"                                            | 67 | 11 | —  | —  | —   |             | I Gotta Make It          |
| 2007                                                              | "Wonder Woman"                                        | —  | 54 | —  | —  | —   |             | Trey Day                 |
| 2007                                                              | "Can't Help but Wait"                                 | 14 | 2  | —  | —  | 115 |             | Trey Day                 |
| 2008                                                              | "Last Time"                                           | 69 | 9  | —  | —  | —   |             | Trey Day                 |
| 2009                                                              | "I Need a Girl"                                       | 59 | 6  | —  | —  | —   |             | Ready                    |
| 2009                                                              | "LOL Smiley Face" (featuring Gucci Mane & Soulja Boy) | 51 | 12 | —  | —  | —   |             | Ready                    |
| 2009                                                              | "I Invented Sex" (featuring Drake)                    | 42 | 1  | —  | —  | —   |             | Ready                    |
| 2010                                                              | "Say Aah" (featuring Fabolous)                        | 9  | 3  | —  | 43 | —   | - - Platina | Ready                    |
| 2010                                                              | "Neighbors Know My Name"                              | 43 | 4  | —  | —  | —   |             | Ready                    |
| 2010                                                              | "Bottoms Up" (featuring Nicki Minaj)                  | 6  | 2  | 74 | 34 | 71  | - - Platina | Passion, Pain & Pleasure |
| 2010                                                              | "Can't Be Friends"                                    | 43 | 1  | —  | —  | —   |             | Passion, Pain & Pleasure |
| 2011                                                              | "Love Faces"                                          | 63 | 3  | —  | —  | —   |             | Passion, Pain & Pleasure |
| 2011                                                              | "Unusual" (featuring Drake)                           | 68 | 7  | —  | —  | —   |             | Passion, Pain & Pleasure |
| "—" denotes releases that did not chart or receive certification. |                                                       |    |    |    |    |     |             |                          |

### Featured singles
| 2005                            | "Girl Tonite" (Twista featuring Trey Songz)                  | 14 | 3   | The Day After             |
| 2005                            | "Summer wit Miami" (Jim Jones featuring Trey Songz)          | —  | 78  | Harlem: Diary of a Summer |
| 2006                            | "1st Time" (Yung Joc featuring Marques Houston & Trey Songz) | 82 | 15  | New Joc City              |
| 2007                            | "Replacement Girl" (Drake featuring Trey Songz)              | —  | —   | Comeback Season           |
| 2008                            | "Girl You Know (Remix)" (Scarface featuring Trey Songz)      | —  | 58  | Made                      |
| 2008                            | "Ride" (Ace Hood featuring Trey Songz)                       | 90 | 27  | Gutta                     |
| 2008                            | "Da Baddest" (Big Kuntry King featuring Trey Songz)          | —  | 101 | My Turn to Eat            |
| 2009                            | "Without You" (Rebstar featuring Trey Songz)                 | —  | —   | Arrival                   |
| 2009                            | "Successful" (Drake featuring Trey Songz)                    | 17 | 3   | So Far Gone               |
| 2009                            | "Yesterday" (Toni Braxton featuring Trey Songz)              | —  | 12  | Pulse                     |
| 2009                            | "Pretty Brown" (Amerie featuring Trey Songz)                 | —  | 78  | In Love & War             |
| 2010                            | "We Got Hood Love" (Mary J. Blige featuring Trey Songz)      | —  | 25  | Stronger with Each Tear   |
| 2010                            | "Sex Room" (Ludacris featuring Trey Songz)                   | 69 | 5   | Battle of the Sexes       |
| 2010                            | "If It Ain't About Money" (Fat Joe featuring Trey Songz)     | —  | 57  | The Darkside Vol. 1       |
| 2011                            | "Your Love" (Diddy-Dirty Money featuring Trey Songz)         | —  | 23  | Last Train to Paris       |
| 2011                            | "Out of My Head" (Lupe Fiasco featuring Trey Songz)          | 40 | 11  | Lasers                    |
| 2011                            | "Take Off" (Chipmunk featuring Trey Songz)                   | —  | —   | Transition                |
| "—" Não entrou no chart do país |                                                              |    |     |                           |

### Outras Canções
| Ano                             | Titúlo                                                           | Melhor Posição | Melhor Posição | Melhor Posição | Album                             |
| Ano                             | Titúlo                                                           | US             | US R&B         | UK             | Album                             |
| ------------------------------- | ---------------------------------------------------------------- | -------------- | -------------- | -------------- | --------------------------------- |
| 2006                            | "Hold U Down" (Bun B featuring Trey Songz, Mike Jones, and Baby) | —              | 106            | —              | Trill                             |
| 2007                            | "Pain In My Life" (Saigon featuring Trey Songz)                  | —              | 91             | —              | Moral Of the Story                |
| 2008                            | "Keep Me Warm (On Christmas)"                                    | —              | 122            | —              | Single sem álbum                  |
| 2008                            | "The Christmas Songz"                                            | —              | 124            | —              | Single sem álbum                  |
| 2008                            | "Like Me" (Just Bleezy featuring Trey Songz)                     | —              | 124            | —              | Single sem álbum                  |
| 2009                            | "Supplier" (Shawty Lo featuring Trey Songz)                      | —              | 108            | —              | Bankhead Born & Raised: Carlos    |
| 2009                            | "In Your Phone"                                                  | —              | 101            | —              | Single sem álbum                  |
| 2010                            | "Beat It Up" (Gucci Mane featuring Trey Songz)                   | —              | 36             | —              | The Appeal: Georgia's Most Wanted |
| 2010                            | "You Belong to Me"                                               | —              | 77             | —              | Ready                             |
| 2010                            | "Yo Side of the Bed"                                             | —              | 72             | —              | Ready                             |
| 2010                            | "Already Taken"                                                  | 109            | 39             | 79             | Passion, Pain & Pleasure          |
| "—" Não entrou no chart do país |                                                                  |                |                |                |                                   |